# Golpe de Estado na República do Daomé em 1963
O golpe de Estado na República do Daomé em 1963 ocorreu em 28 de outubro de 1963, por Christophe Soglo, que assumiu o controle da República do Daomé (atual Benim) para evitar uma guerra civil. Ele depôs Hubert Maga, cuja presidência enfrentou extrema estagnação econômica e uma série de outros problemas.

## Antecedentes
A colônia do Daomé francês (atual Benim), situada na África Ocidental, foi amplamente ignorada pelos franceses durante sua era colonial na África Ocidental Francesa. Daomé tinha uma economia fraca, impulsionada pela falta de recursos naturais conhecidos. A última vez que a colônia teve uma balança comercial favorável foi em 1924.  Sua principal exportação era intelectuais e era conhecida como "Quartier Latin" da África (Bairro Latino da África) devido à sua paisagem cultural rica. Em 1 de agosto de 1960 o Daomé ganhou a sua independência e o proeminente político Hubert Maga foi escolhido como seu primeiro presidente.  Na época, o Daomé também enfrentava uma grande recessão econômica. Agora que Daomé era independente, a França já não oferecia subsídios. Maga ajudou a contornar isso investindo na infra-estrutura e encorajando os funcionários públicos a escolher Daomé como residência. Ainda assim, o PIB de Daomé cresceu 1,4% anualmente de 1957 a 1965, tornando a economia do país uma das mais fracas da África. 
A estagnação econômica desencadeou intensas atitudes regionalistas em Daomé. Os partidos que personificavam a ideia começaram com as eleições da Assembleia Nacional Francesa de 1951. Capitalizando o crescente cinismo para a dominação do sul do Daomé na política da colônia francesa, Maga aliou-se com as tribos do norte. Sourou-Migan Apithy, que o acadêmico Samuel Decalo descreveu como "o avô da política daomeana", manteve o segundo assento, que ele havia conquistado pela primeira vez em 1945. Apithy representava as pessoas que viviam no sudeste do Benim, enquanto uma terceira figura, Justin Ahomadégbé-Tomêtin, representava o sudoeste.  As tentativas de neutralizar o regionalismo falharam, assim como o estabelecimento de um Estado de partido único.  As coligações entre Maga, Apithy e Ahomadégbé-Tomêtin foram igualmente infrutíferas, uma vez que cada uma buscava poder absoluto.
No início de 1961, o presidente começou a aplicar medidas repressivas à imprensa oposicionista e a qualquer pessoa suspeita de provocar problemas, assim praticamente eliminou a voz de Ahomadégbé-Tomêtin no país.  Em abril, a maioria dos membros da União Democrática do Daomé (UDD) manifestaram interesse em se juntar ao Partido da Unidade do Daomé, e Maga não somente apoiou isso, mas incentivou. Uma exceção notável seria o próprio Ahomadégbé-Tomêtin. Logo a escolha seria feita para ele: toda a UDD foi dissolvida por Maga em 11 de abril.  Maga então tentou projetar um plano de crescimento de quatro anos, para começar em 1º de janeiro de 1962, que continha muitos atos ambiciosos.  Foi concebido para aumentar a produção na agricultura  e foi financiado pelo capital francês. Parte do plano estabelece cortar todos os salários em dez por cento. Os jovens daomeanos contribuiriam com o "investimento humano", ou trabalho forçado nos campos.
Maga decidiu reorganizar o gabinete em fevereiro de 1962. Ele acrescentou as funções de planejamento e desenvolvimento para ao gabinete de Apithy para saciar sua aparentemente insaciável sede de poder.  No entanto, ele acusou Maga de ser um ditador e a série de manifestações coordenadas do vice-presidente acabaria depondo seu chefe. Estas não foram provocadas pelo próprio Maga, mas sim pelo assassinato de David Dessou.

## Distúrbios
Em janeiro de 1962 ocorreu o envenenamento de Dessou, um funcionário da sub-prefeitura de Sakete.  O deputado de seu distrito eleitoral, chamado Christophe Bokhiri, foi acusado do crime e devidamente detido. Ele seria libertado depois que seus colegas deputados na Assembleia Nacional solicitaram a suspensão dos processos contra ele nos termos das cláusulas de imunidade parlamentar da Constituição do Daomé, especificamente o Artigo 37. Maga, entretanto, estava ausente em Paris durante tudo isso.
O povo daomeano, por outro lado, ficou indignado com a libertação de Bokhiri. Eles incitaram confrontos raciais no verão de 1963, já que o assassino e a vítima eram de tribos diferentes.  As manifestações foram organizadas em Porto Novo em 21 de outubro  e logo se espalharam para Cotonou.  Estas seriam um pouco ordenadas até os sindicalistas se envolverem. Embora ainda liderados por Maga, os sindicalistas estavam aborrecidos com o corte salarial e usaram o caso para promover seus interesses.  Além disso, criticavam o que chamaram de "mania de desperdiçar" de Maga, como a construção de um palácio presidencial.  A maioria das manifestações foram pacíficas, apesar de vários manifestantes destruírem uma placa contendo o nome de Maga em um hospital. Seis sindicalistas foram presos no segundo dia das manifestações, fazendo com que os sindicatos convocassem uma greve geral.  No final do segundo dia, os manifestantes forçaram a Assembleia Nacional a colocar Bokhiri de volta na prisão, que simultaneamente impôs um toque de recolher. 
À luz dos eventos recentes, Maga cancelou sua viagem aos Estados Unidos e retornou imediatamente a Daomé. Apelando pela paz, convocou uma sessão especial na Assembleia Nacional. Os manifestantes e sindicalistas eram indiferentes a essas ações; quando Maga concordou com suas demandas e substituiu seu governo por um provisório no qual Apithy e Ahomadégbé-Tomêtin teriam a mesma posição, eles se organizaram para "vaiar" essa nova ordem. Os nortistas armados vieram a Cotonou para apoiar Maga e entraram em confronto com dissidentes, matando dois.  Os manifestantes, no entanto, não retornariam aos seus empregos até que Maga não mais exercesse o seu.

## Golpe
Em 28 de outubro, Christophe Soglo, o Chefe do Estado Maior do Exército do Daomé (constituído por 800 homens) assumiu o controle do país  para evitar uma guerra civil. Ele demitiu o gabinete, dissolveu a Assembleia, suspendeu a constituição e proibiu qualquer tipo de manifestação. Após obrigar Maga a assinar sua resignação no mesmo dia, ofereceu a Maga, Apithy e Ahomadégbé-Tomêtin os poderes do Ministério de Estado.  O sul do Daomé, mais tarde, criou uma estátua em honra deste dia na história nacional. 
As greves terminaram no dia seguinte. Os motivos da deposição de Maga foram o "estilo de vida luxuoso dos governantes, o aumento abusivo do número de postos ministeriais, as demandas sociais insatisfeitas, as promessas não cumpridas, o aumento do custo de vida e as medidas antidemocráticas que martirizavam as pessoas e as reduziam a nada".

## Consequências
O governo provisório dissolveu o Partido da Unidade do Daomé e substituiu-o pelo Partido Democrático do Daomé (PDD). Anunciou que um referendo sobre o estatuto da constituição deveria ser realizado em 15 de dezembro, embora ocorresse apenas em 5 de janeiro de 1964. Ao mesmo tempo, um comitê foi criado para investigar as irregularidades cometidas pela administração de Maga. No final de novembro, teriam inicio os processos contra membros do gabinete, como o Ministro da Economia Nacional e o ministro das Finanças, por mau uso de fundos públicos.  Maga logo se encontraria na prisão também.
Soglo e Maga eram amigos.  No entanto, no início de dezembro, Soglo descobriu um complô para assassiná-lo e responsabilizou Maga, que renunciou ao cargo em 4 de dezembro.  Poucos dias após a descoberta, ele foi colocado sob prisão domiciliar junto com quatro ex-membros do gabinete. Em um inquérito oficial, essa acusação de conspiração foi descartada, mas Maga ainda seria culpado por corrupção. Após um julgamento em março de 1964, Maga saiu da prisão  e foi para o exílio em Paris.